# Jesper Sollerman
Jesper Olof Sollerman, född 26 juli 1968 i Bro församling på Gotland, är en svensk professor i astronomi.

## Biografi
Sollerman är född på Gotland som son till journalisten Ola Sollerman. Sollermans fars farbror var författaren Pelle Sollerman.
Sollerman har verkat vid AlbaNova, Stockholms universitet och DARK Cosmology Center, Niels Bohr Institutet, Köpenhamns universitet. Sollerman är även aktiv som vetenskapsjournalist i tidskriften Populär Astronomi och är tidvis skribent för Forskning & Framsteg (där han även varit aktiv som bloggare). Åren 2010-2020 var han ordförande i Svenska Astronomiska Sällskapet.
Sollermans huvudintresse är supernovor, manifesterat redan i doktorsavhandlingen år 2000. Han arbetade med Adam G. Riess i cirka sex år från 1997, året före upptäckten av universums accelererande expansion och deltog tidvis i den Nobelprisbelönade forskningssamverkan. Han sysslar främst med observationell astronomi och där ryms även supernovarester, pulsarer och gammablixtar.
Sollerman har medverkat i flera andra viktiga upptäckter. Fem av dessa har publicerats i tidskriften Nature. Han har därför två gånger noterats på den andra mest citerade vetenskapliga tidskriften Science årliga topp-tio-lista över de viktigaste vetenskapliga genombrotten. Första gången medverkade han i en av forskargrupperna som konstaterade att universum förefaller utvidgas i accelererande hastighet, vilket gick emot alla tidigare rön. Den andra gången för att långvariga skurar av gammastrålar kunde knytas till exploderande supernovor i universum. Den senaste bedriften (dec 2006) handlar om varför vissa korta skurar av extremt energirika gammastrålar som plötsligt blixtrar till, inte verkar knutna till supernovor. Detta har tolkats som att vissa mycket massiva stjärnor kan kollapsa direkt till ett kompakt objekt utan att avge material till det interstellära mediet. 

## Utmärkelser
Asteroiden 10796 Sollerman är uppkallad efter honom.

## Publikationer
- 100 artiklar (2002-2006), där Sollerman är huvud- eller medförfattare